# Pichu Atienza
Francisco Javier Atienza Valverde (Cañete de las Torres, Córdoba, Andalucía, 18 de enero de 1990), más conocido como Pichu Atienza, es un futbolista español que juega de defensa en el C. F. La Nucía de la Tercera Federación.

## Trayectoria
El 1 de julio de 2003 inició su vinculación con el Atlético de Madrid, formándose en las categorías inferiores del club colchonero, del cual pasó al filial del Sevilla F. C.
En 2014 se convirtió en el séptimo fichaje del Hércules C. F., tras militar en la campaña anterior en la Sociedad Deportiva Huesca. Después de dos temporadas en el club herculano en Segunda B, pasaría a jugar en el C. F. Reus Deportiu en Segunda División.
En la temporada 2018-19 se convirtió en uno de los centrales titulares del C. D. Numancia, cuyas actuaciones le llevó a fichar por el Real Zaragoza tras un traspaso que se firmó para las tres siguientes temporadas.
El 6 de julio de 2021 se hizo oficial su desvinculación de la entidad zaragocista para poner rumbo al Asteras Trípoli griego. En este equipo permaneció tres años y para la temporada 2024-25 regresó a España para competir en la Primera Federación con el C. D. Alcoyano.

## Selección nacional
En 2007, formando parte de la selección española sub-17, consiguió el campeonato de Europa en mayo, y el subcampeonato del Mundo en septiembre del mismo año.

## Clubes
| Club                    | País   | Año       |
| ----------------------- | ------ | --------- |
| Atlético de Madrid "C"  | España | 2007-2008 |
| Atlético de Madrid "B"  | España | 2008-2011 |
| Sevilla Atlético        | España | 2011-2013 |
| S. D. Huesca            | España | 2013      |
| Hércules C. F.          | España | 2014-2016 |
| C. F. Reus Deportiu     | España | 2016-2018 |
| C. D. Numancia de Soria | España | 2018-2019 |
| Real Zaragoza           | España | 2019-2021 |
| Asteras Trípoli         | Grecia | 2021-2024 |
| C. D. Alcoyano          | España | 2024-2025 |
| C. F. La Nucía          | España | 2025-     |